# Jacob van Wassenaer Obdam
Jacob van Wassenaer Obdam, baanderheer van Wassenaar, heer van Obdam, Hensbroek, Spanbroek, Spierdijk, Schoonouwen, Opmeer, Zuidwijk en Kernhem (1610 – 13 juni 1665) was een Nederlands luitenant-admiraal uit de zeventiende eeuw. De Engelsen kennen hem als Admiral Opdam.
Al in december 1665 werd er een nieuw oorlogsschip van de Admiraliteit op de Maze naar hem Wassenaar vernoemd. 

## Vroege carrière
Jacob werd in 1610 geboren als zoon van Jacob van Duvenvoorde (1574-1623), luitenant-admiraal van Holland, en Anna van Randerode van der Aa (ovl. 1614). Vanaf 1620 verving zijn vader hun achternaam Van Duvenvoorde door Van Wassenaer. Op 28 april 1633 trouwde hij met Agnes van Renesse van der Aa, dochter van Johan van Renesse van der Aa en Catharina van Arnhem. Agnes overleed in 1661.
In 1631 trad Jacob van Wassenaer als ritmeester in dienst bij het Staatse leger. In 1632 onderscheidde hij zich bij het Beleg van Maastricht door met zijn eskadron drie compagnies Spaanse infanterie op de vlucht te jagen.
In 1643 werd hij drost van Heusden en kort daarop kolonel der cavalerie en bevelhebber van het garnizoen van die stad. Hier werd ook zijn zoon Jacob II van Wassenaer Obdam (1645-1714) geboren.
Jacob was sinds 1646 lid van de ridderschap in de Staten van Holland. In 1647 was hij deel van een gezantschap van Holland naar Overijssel en Gelderland om deze provincies ertoe te bewegen steun te geven aan de onderhandelingen voor de Vrede van Münster. In 1648 was hij deel van een delegatie van de Staten van Holland die in Kleef de doop bijwoonde van Frederik I van Pruisen, de oudste zoon van keurvorst Frederik Willem van Brandenburg, toen een trouw bondgenoot van de Republiek. In de Staten steunde hij na het uitbreken van de Eerste Engels-Nederlandse Oorlog de politiek van de factie van Johan de Witt, de "Loevesteiners", onder andere door de adellijke leden van andere Staten met militaire baantjes om te kopen.

## Bevelhebber van 's Lands Vloot
Toen in de Slag bij Ter Heijde in 1653 Maarten Tromp sneuvelde, dacht diens rivaal Witte de With deze als bevelhebber van de vloot te kunnen opvolgen. Dit stuitte echter op grote weerstand wegens het moeilijke karakter van De With. De andere belangrijke admiraal, Johan Evertsen, werd door Johan de Witt te Oranjegezind bevonden. Die schoof daarop Michiel de Ruyter naar voren maar deze bedankte voor de eer: hij wenste niet de last van zo'n zwaar ambt op zich te nemen. Men besloot daarom het maar buiten de vloot te zoeken en Van Wassenaer, die iets eerder al door de Staten-Generaal was benoemd tot Ghemaghtigde der Staeten op 's-Landts Vloot en in die functie als waarnemer de Slag bij Ter Heijde had meegemaakt, als bevelhebber aan te stellen, tegen zijn protesten in dat het beter was een echte zeeman op die positie te benoemen. Van Wassenaer ging overstag toen een aantal eisen van hem werd ingewilligd: het salaris werd verhoogd, men beloofde stipt op tijd de kostgelden voor de bemanning te betalen, het tafelgeld (voor zijn maaltijd) werd verhoogd en hij kreeg het privilege twee koks en vier lijfknechten mee te nemen. Zijn wens tot admiraal-generaal benoemd te worden, de rang die de stadhouders hadden gehad, werd echter niet ingewilligd. Op 22 september 1653 werd hij benoemd tot luitenant-admiraal van Holland en West-Friesland, voorlopig voor een jaar, maar dit zou stilzwijgend verlengd worden. Als opperbevelhebber was hij formeel niet in dienst bij enige admiraliteit (een regeling die na 1691 werd afgeschaft) maar wel voorzitter van de raad van de Admiraliteit van de Maze. De Eendragt was zijn vlaggenschip.
Luitenant-admiraal Van Wassenaer deed zijn best het gebrek aan praktijkervaring goed te maken door de meest moderne theorieën te volgen, in dit geval de Sailing and Fighting Instructions van de Engelse admiraal Robert Blake die met de nieuwe tactiek van het varen in kiellinie de uiteindelijke nederlaag van de Republiek in de Eerste Engels-Nederlandse Oorlog bezegeld had. Voortaan moesten de Nederlandse vloten door consistent in lijpositie in kiellinie te koersen hun gebrek aan vuurkracht compenseren.
In 1654 werd onder leiding van Johan de Witt met Engeland het (Verdrag van Westminster) gesloten, waarbij De Witt een geheime Akte van Seclusie liet opnemen die het de Republiek verbood de zoon van stadhouder prins Willem II van Oranje - Willem III - automatisch als stadhouder aan te stellen. De belangrijksten ondersteuners waren naast Witt, Cornelis de Graeff, Johan Wolfert van Brederode en Wassenaer Obdam.

## Noordse Oorlog

Portret van Jacob baron van Wassenaer heer van Obdam (1610-1665), luitenant-admiraal van Holland en West-Friesland, gekleed in harnas. Linksboven het wapenschild van de familie Van Wassenaer. Onder het portret zijn naam en functies in het Nederlands.

De eerste gevechtsactie kwam in juni 1656 toen een Zweedse poging verijdeld werd om de stad Danzig in te nemen. Van Wassenaer kreeg van de vrije stad Danzig en van Polen onderscheidingen.
In 1657 blokkeerde Van Wassenaer de Taag en maakte op 4 en 5 november 15 schepen van de Portugese suikervloot buit; hij kreeg als luitenant-admiraal 5% van het prijsgeld. In 1658 kocht hij daarmee de heerlijkheid Wassenaar van een nazaat van de oude tak van de familie Van Wassenaer, Claude Lamoraal de Ligne, en werd hoogheemraad van het Hoogheemraadschap van Rijnland. Ook kocht hij een duurder huis aan de Kneuterdijk in Den Haag.
In 1658 probeerde Zweden in de Vierde Noordse Oorlog heel de Oostzee onder zijn macht te brengen: de Zweden veroverden bijna heel Denemarken en Karel X van Zweden misbruikte toen een vredesverdrag om een verraderlijke aanval op Kopenhagen uit te voeren; toen die mislukte sloeg hij het beleg om de stad en sloot de Sont. Aangezien de handel op de Oostzee de belangrijkste bron van inkomsten was voor de Republiek, voer Van Wassenaer uit met een vloot van 75 schepen, 3000 kanonnen en 15.000 opvarenden om de Denen te hulp te schieten. Hoewel de viceadmiraals Witte de With en Pieter Florisz. sneuvelden, lukte het Egbert Bartolomeusz Kortenaer op het vlaggenschip  Eendragt, om de Zweden op 8 november in de Slag in de Sont een beslissende nederlaag toe te brengen en de zeeblokkade te breken. Hij had de feitelijke leiding van Van Wassenaer overgenomen omdat die gekweld werd door jicht en onder in de kajuit op bed lag. Ondanks het succes was er grote kritiek op Van Wassenaers optreden, dat men als te passief ervoer: hij had van tevoren geen duidelijke instructies gegeven en de slag werd gewonnen doordat de Zweden, in de lij aanvallend, zich stukliepen op het Nederlandse middeneskader. Er werd gesuggereerd dat Van Wassenaer simpelweg niet de fysieke moed had de vijand te naderen, een probleem dat bij veel kapiteins speelde. Deze beschuldiging kon echter geen grond vinden in het gedrag van het schip: de Eendragt vocht in de voorste rangen. De dankbare Deense koning decoreerde van Wassenaer Obdam met zijn "Orde van de Olifant". Tot november 1659 bleef Van Wassenaer Obdam in het Oostzeegebied.
In 1660 werd Jacob luitenant-houtvester van Holland. De Engelsman Samuel Pepys ontmoette hem in mei van datzelfde jaar en schreef in zijn dagboek dat Obdam 'goed latijn sprak, maar geen Frans of Engels'. In 1662 en 1663 probeerde Obdam verlichting voor de jicht te vinden door kuuroorden in Aken en Spa te bezoeken.

## Tweede Engels-Nederlandse Oorlog

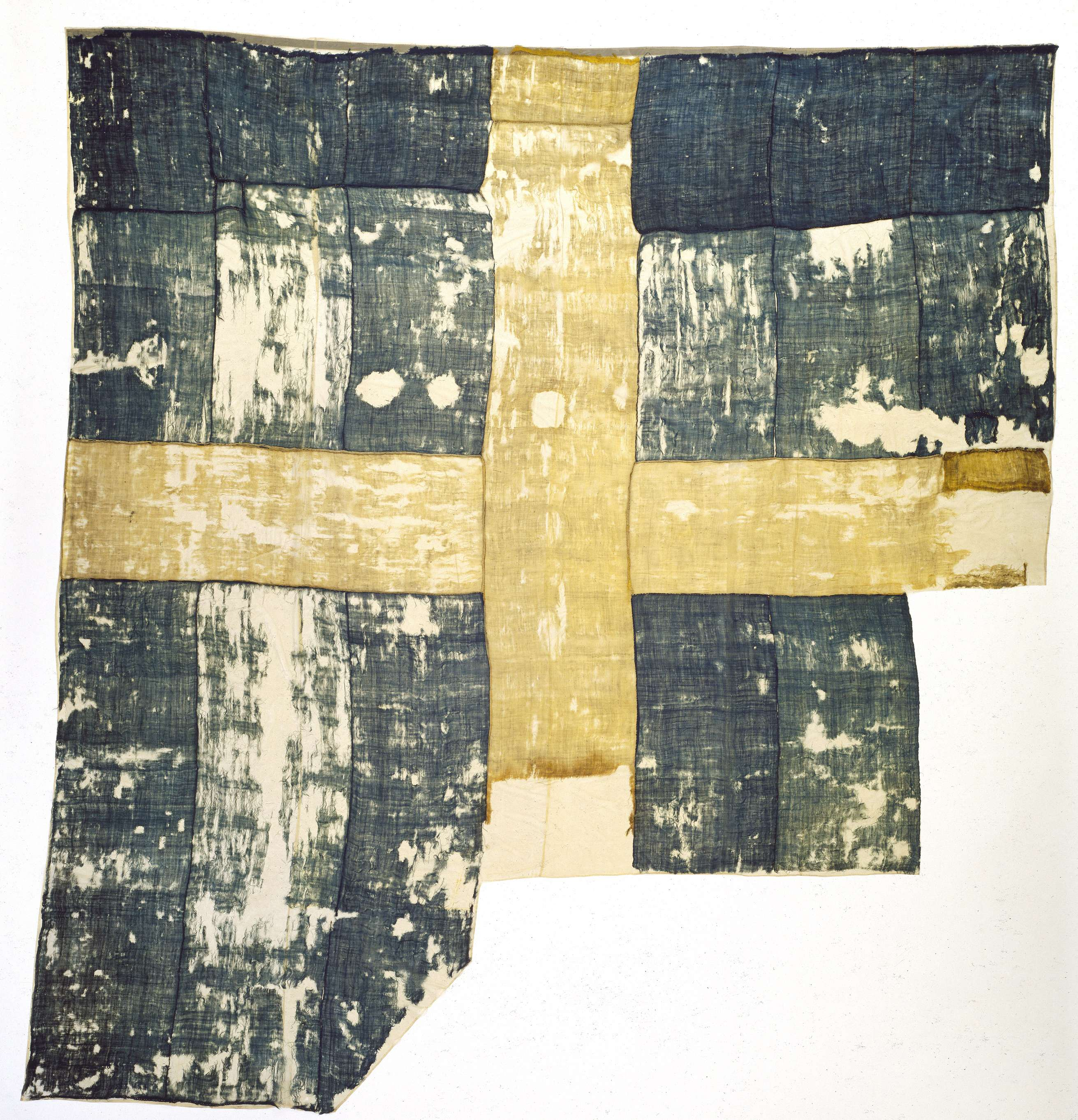
Scheepsvlag, blauw met een geel Scandinavisch kruis en een gevorkte vlucht. In de bovenhals vermoedelijk een koninklijke kroon. Met dubbele inkeping aan de vluchtzijde. Deze Zweedse vlag werd door de admiraal Jacob van Wassenaer Obdam bij de Slag in de Sont op 8 november 1658 buitgemaakt.
Collectie Rijksmuseum.

In de Slag bij Lowestoft op 13 juni 1665, de eerste van de Tweede Engels-Nederlandse Oorlog, raakte Van Wassenaers vlaggenschip de Eendragt in direct duel met de HMS Royal Charles en vloog het na een strijd van twee uur, waarin ook de Royal Charles zware klappen kreeg, door een voltreffer in de kruitkamer of wellicht onvoorzichtigheid bij het kruittransport, de lucht in. Van Wassenaer behoorde niet tot de vijf overlevenden. Opnieuw was Van Wassenaers leiding in de slag zwak en zijn algemene houding weinig agressief. Er moet daarbij echter aangetekend worden dat in beide slagen de vloot het moest opnemen tegen veel zwaardere schepen en Van Wassenaer tegen zijn advies in door raadpensionaris Johan de Witt naar zee gestuurd werd voordat de opbouw en training van de vloot voltooid waren. Vaak wordt tamelijk laatdunkend over de kwaliteiten van Van Wassenaer gedaan en het is traditioneel om het aanstellen van een cavalerist bij de marine als een grote fout te zien. In die tijd werden echter in Engeland met succes legerofficieren tot General at Sea benoemd en veel buitenlandse marinehistorici zien juist de nauwe banden met de koopvaardijvloot als de grootste toenmalige zwakte van de Nederlandse marine, die door het aantrekken uit het leger van een meer professioneel en gedisciplineerd officierenkorps verholpen had kunnen worden. Van Wassenaer heeft in ieder geval leiding gegeven aan een grote modernisering van de vloot, zowel wat haar schepen betreft als haar tactiek.

## Praalgraf

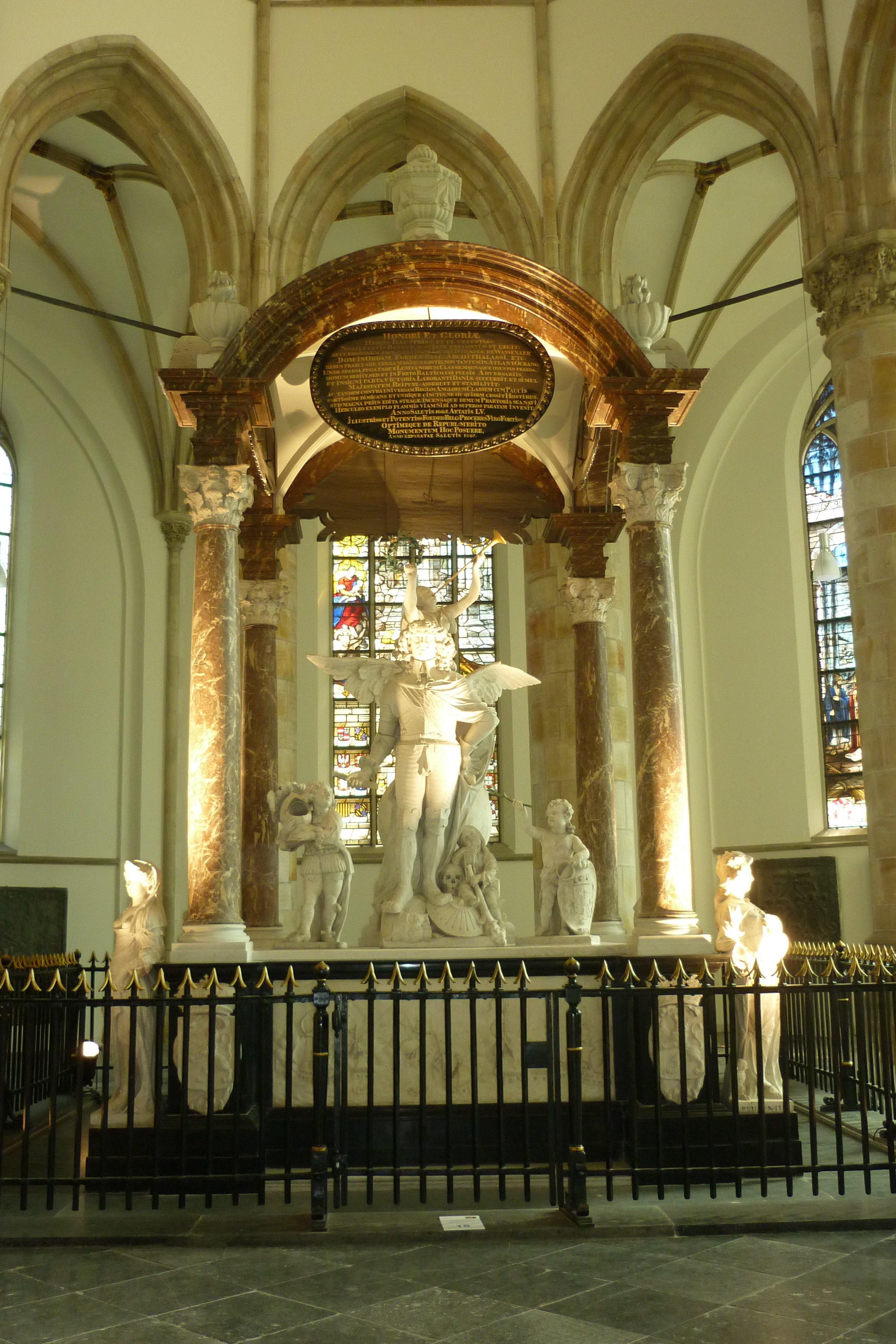

In de Grote Kerk van Den Haag bevindt zich zijn praalgraf (vanzelfsprekend een cenotaaf), vervaardigd door Bartholomeus Eggers, waar Vrouwen Fidelitas, Vigilantia, Prudentia en Fortitudo relaas doen van de tragische omstandigheden rond de dood van de admiraal. Hij kreeg een zeemansgraf en ligt dus niet in deze kerk begraven. De signatuur van de beeldhouwer staat rechts onder het beeld van de admiraal.
Dit praalgraf staat op de plaats van het voormalige hoogaltaar en werd gemaakt in opdracht van de Staten-Generaal. Het is het enige baldakijngraf naast het graf van Willem van Oranje in de Nieuwe Kerk in Delft, en neemt dus een bijzondere plaats in de Nederlandse cultuurgeschiedenis in. Het werd in 1667 geplaatst, twee jaar na de slag bij Lowestoft, de zeeslag staat afgebeeld in drie reliëfs onder aan het monument.

In 1842 werd het praalgraf door een nakomeling gerestaureerd.

Praalgraf van Jacob van Wassenaer Obdam. Bizot: Medalische historie der republyk van Holland, 1690.

- Biografisch Portaal: 07207528
- Digitale Bibliotheek voor de Nederlandse Letteren: wass046
- Gemeinsame Normdatei: 122786130
- International Standard Name Identifier: 0000 0000 6143 3134
- Library of Congress Control Number: n2016012634
- Nationale Bibliotheek van Polen: a0000003779008
- Nederlandse Thesaurus van Auteursnamen: 068387873
- Réseau des bibliothèques de Suisse occidentale: 02-A012404603
- Système universitaire de documentation: 232523789
- Virtual International Authority File: 57504508
- WorldCat: E39PBJjRYDdcrgQCmJHV4jhJXd